# Tonight (EP của Big Bang)
Tonight là EP tiếng Hàn thứ tư của ban nhạc nam Hàn Quốc Big Bang và được phát hành vào ngày 23 tháng 2 năm 2011 thông qua hãng thu âm YG Entertainment. Đây là sản phẩm âm nhạc đầu tiên tại Hàn Quốc của nhóm sau hai năm không hoạt động âm nhạc cùng nhau tại quê nhà. Ngay sau khi phát hành, album và đĩa đơn chủ đề cùng tên chiếm lĩnh vị trí đầu bảng của nhiều bảng xếp hạng tại Hàn Quốc cũng như quốc tế và bán ra trên 28.000 bản tại Hàn Quốc trong tuần đầu tiên.
Album cũng bao gồm một số bản tiếng Hàn của các bài hát có mặt trong các đĩa đơn tiếng Nhật phát hành năm 2010. Cụ thể, "Hands Up" là bản tiếng Hàn của bài hát trong đĩa đơn "Tell Me Goodbye" và "Somebody to Love" trong đĩa đơn tiếng Nhật thứ năm "Beautiful Hangover".

## Bối cảnh
Trong thời gian thực hiện album (lúc đó chưa đặt tên), nhóm trưởng G-Dragon và T.O.P bắt đầu dự án cộng tác GD & TOP của họ. Theo lời của G-Dragon, ban nhạc muốn thử nghiệm "những kết hợp mới mẻ" cho âm nhạc của họ mà ở đó ba giọng ca chính, Taeyang, Daesung, và Seungri sẽ thu những sản phẩm trong vai trò bộ ba trong khi hai thành viên còn lại (G-Dragon và T.O.P) sẽ tách thành bộ đôi bởi họ đã không xuất hiện nhiều trước người hâm mộ trong hai năm qua. Mặc dù sự phân chia này chỉ được nhắm tới các sản phẩm âm nhạc dành cho cả nhóm, G-Dragon và T.O.P sau đó nhận được nhiều phản hồi tích cực từ người hâm mộ và quyết định xin ý kiến của Yang Hyun Suk, CEO của YG Entertainment cho phép họ ra một album hợp tác. Sau đợt quảng bá cho GD & TOP kết thúc, nhóm trở lại cùng nhau thu âm cho các bài hát trong Tonight. Các ca khúc trong album được thu trong khoảng thời gian hai năm vắng bóng của nhóm. G-Dragon miêu tả âm nhạc trong album mang giai điệu "vui vẻ" với hi vọng mang đến niềm vui cho người nghe. Mặc dù các EP trước đây của nhóm bao gồm nhiều ca khúc ảnh hưởng bởi nhạc điện tử, họ quyết định tập trung nhiều hơn vào thể loại "warm rock".

## Quảng bá và phát hành
Sau hai năm vắng bóng, Big Bang trở lại Hàn Quốc vào tháng 2 năm 2011 với buổi biểu diễn âm nhạc thường niên của riêng nhóm Big Show 2011. Tại đây họ cũng biểu diễn lần đầu các bài hát trong Tonight, trước một lượng khán giả trên 40.000 người. Buổi diễn được phát trực tiếp trên kênh SBS và Mnet và được ca ngợi là "kích thích và phong cách" cũng như "xa xỉ" từ tác giả Lee Soo Yeon trên trang Newsen hay được miêu tả là "tươi mới và táo bạo" bởi Yonhap News, và khẳng định "Big Bang đã trở lại một cách ấn tượng". Park Young Gun của Star News cũng khen ngợi cách nhóm dùng đồ nghề sân khấu hoành tráng và nhận xét màn trình diễn bằng những từ như "hấp dẫn" và "bùng nổ" và khẳng định "Big Bang trở lại mạnh mẽ hơn bao giờ hết." Buổi biểu diễn thu hút lượng khán giả truyền hình toàn quốc theo dõi là 5,7%, cao hơn con số 4,9% sự kiến. Doanh thu của Big Show 2011 theo báo cáo là 43 tỉ won (38 triệu USD).
YG Entertainment sau đó tung ra các hình ảnh teaser của video âm nhạc cho đĩa đơn chủ đạo "Tonight", ca khúc do chính G-Dragon một mình sáng tác với phần lời rap do T.O.P viết. Sau khi ra mắt vào ngày 23 tháng 2 năm 2011 Tonight xếp hạng ở vị trí số 3 trên Billboard World Albums Chart, cũng như vị trí số 3 trên Heatseekers Chart, và số 29 trên Independent Albums Chart. Album cũng thống trị vị trí quán quân trên nhiều bảng xếp hạng âm nhạc tại Hàn Quốc bao gồm Gaon, Bugs, Soribada, Melon, Cyworld, Dosirak hay Mnet.
Album nhận được hầu hết là những lời khen ngợi tích cực, với trang Expo Flat News đánh giá cao nó vì có "kết cấu âm thanh ấn tượng, tinh tế." Đĩa đơn chủ đề "Tonight" được khen ngợi nhờ "giai điệu điện tử tinh tế" của nó kèm theo tiếng đàn guitar acoustic. Lee Jeon Hyuk của tờ Sports Chosun cũng chấm điểm cao cho màn trở lại của nhóm nhạc trong khi Choi Jun của Asiae khen ngợi hướng đi mới trong âm nhạc của nhóm, nhận thức được rằng trong suốt khoảng thời gian hai năm vắng bóng, "phong cách và khả năng cảm thụ âm nhạc của nhóm đã trở nên sâu sắc hơn". Mặc dù vậy, Big Bang cũng nhận về cho mình nhiều lời chỉ trích, đặc biệt là về việc sử dụng quá mức âm thanh điện tử. 
Album đã bán ra trên 220.000 bản tính riêng tại Hàn Quốc trong cả năm 2011.
Phiên bản tiếng Nhật của album dự kiến ra mắt tại Nhật vào ngày 30 tháng 3, tuy nhiên kế hoạch đã phải lùi tới ngày 13 tháng 4 do ảnh hưởng của Thảm họa động đất và sóng thần năm 2011. Hai tháng sau khi Tonight ra mắt, một phiên bản tái phát hành đặc biệt của EP cũng được phát hành mang tên Big Bang Special Edition. Đây là lần đầu tiên nhóm áp dụng hình thức tái phát hành cho sản phẩm của mình, thay vì chỉ ra các ca khúc mới.

## Danh sách bài hát
| Tonight (EP)     | Tonight (EP)               | Tonight (EP)     | Tonight (EP)                            | Tonight (EP)                | Tonight (EP) |
| STT              | Nhan đề                    | Phổ lời          | Phổ nhạc                                | Hòa âm                      | Thời lượng   |
| ---------------- | -------------------------- | ---------------- | --------------------------------------- | --------------------------- | ------------ |
| 1.               | "Intro (Thank You & You)"  | G-Dragon         | G-Dragon, Choice37                      | Choice37                    | 1:34         |
| 2.               | "Hands Up" (Bản tiếng Hàn) | G-Dragon, T.O.P  | G-Dragon, e.knock                       | Kush                        | 3:54         |
| 3.               | "Tonight"                  | G-Dragon, T.O.P  | G-Dragon, e.knock                       | Choi Pil Kang               | 3:39         |
| 4.               | "Somebody to Love"         | G-Dragon, T.O.P  | G-Dragon, Ham Seung Chun, Kang Wook Jin | Seung Chun Ham, Kang Ok Gin | 3:32         |
| 5.               | "What is Right"            | G-Dragon, T.O.P  | G-Dragon, DJ Murf, Peejay               | DJ Murf, Peejay             | 3:43         |
| 6.               | "Cafe"                     | G-Dragon, T.O.P  | G-Dragon, DJ Murf, Peejay               | DJ Murf, Peejay             | 3:40         |
| Tổng thời lượng: | Tổng thời lượng:           | Tổng thời lượng: | Tổng thời lượng:                        | Tổng thời lượng:            | 20:04        |

| Big Bang Special Edition | Big Bang Special Edition                              | Big Bang Special Edition         | Big Bang Special Edition                | Big Bang Special Edition    | Big Bang Special Edition |
| STT                      | Nhan đề                                               | Phổ lời                          | Phổ nhạc                                | Hòa âm                      | Thời lượng               |
| ------------------------ | ----------------------------------------------------- | -------------------------------- | --------------------------------------- | --------------------------- | ------------------------ |
| 1.                       | "Love Song"                                           | G-Dragon, T.O.P, Teddy           | Teddy, G-Dragon                         | Teddy, Seo Won Jin          | 3:45                     |
| 2.                       | "Stupid Liar"                                         | G-Dragon, T.O.P                  | G-Dragon, Choi Pil-kang                 | Choi Pil Kang, Dee.P        | 3:54                     |
| 3.                       | "Tonight"                                             | G-Dragon, T.O.P                  | G-Dragon, e.knock                       | Choi Pil Kang               | 3:43                     |
| 4.                       | "High High" (G-Dragon & T.O.P)                        | G-Dragon, T.O.P                  | Teddy                                   | Teddy                       | 3:10                     |
| 5.                       | "Oh Yeah" (G-Dragon và T.O.P hợp tác với Park Bom)    | G-Dragon, T.O.P, Teddy           | Teddy, Sunwoo Jung Ah                   | Teddy, Sunwoo Jung Ah       | 3:19                     |
| 6.                       | "Cafe"                                                | G-Dragon, T.O.P                  | G-Dragon, DJ Murf, Peejay               | DJ Murf, Peejay             | 3:42                     |
| 7.                       | "I Need a Girl" (Taeyang hợp tác với G-Dragon)        | Jun Goon, Choi Gub Won, G-Dragon | Jun Goon                                | Jun Goon                    | 3:40                     |
| 8.                       | "Somebody to Love"                                    | G-Dragon, T.O.P                  | G-Dragon, Ham Seung Chun, Kang Wook Jin | Seung Chun Ham, Kang Ok Gin | 3:34                     |
| 9.                       | "What Can I Do" (Seungri solo) (어쩌라고; Eojjeorago) | Seungri, G-Dragon                | Seungri, Choi Pil-kang, Big Tone        | Choi Pil Kang               | 3:40                     |
| 10.                      | "Baby Don't Cry" (Daesung solo)                       | e.knock                          | e.knock                                 | e.knock                     | 4:31                     |
| Tổng thời lượng:         | Tổng thời lượng:                                      | Tổng thời lượng:                 | Tổng thời lượng:                        | Tổng thời lượng:            | 37:40                    |

## Xếp hạng
| Bảng xếp hạng (2011)                 | Vị trí cao nhất |
| ------------------------------------ | --------------- |
| Hàn Quốc (Gaon Chart hàng tuần)      | 1               |
| Hàn Quốc (Gaon Chart cuối năm)       | 6               |
| Hoa Kỳ (Billboard Heatseekers Chart) | 3               |
| Hoa Kỳ (Billboard Independent Chart) | 29              |
| Hoa Kỳ (Billboard World Music Chart) | 3               |

| "Tonight"          | 1 | 1 | 1 |
| "Hands Up"         | 3 | 4 | - |
| "Somebody To Love" | 4 | 5 | - |
| "What Is Right"    | 3 | 2 | - |
| "Cafe"             | 2 | 3 | - |

| "Love Song"      | 1 | 1  | 1 |
| "Stupid Liar"    | 2 | 1  | - |
| "Baby Don't Cry" | 8 | 11 | - |

| "Intro (Thank You & You)" | 15 | 37 |

## Doanh số
Gaon Album Chart
| Album                    | Năm  | Doanh số (bản) |
| ------------------------ | ---- | -------------- |
| Tonight                  | 2011 | 136.594        |
| Tonight                  | 2012 | 2.042          |
| Big Bang Special Edition | 2011 | 89.371         |
| Big Bang Special Edition | 2012 | 8.053          |
| Big Bang Special Edition | 2014 | 2.718          |